# Carisma Entertainment Group
Carisma Entertainment Group Sp. z o.o. – polski dystrybutor filmowy, który został założony w 2004 roku. Co miesiąc wydaje gazety z filmami, w cenie 11.90 zł, wcześniej za 9,99 zł. Nieregularnie wydaje też zbiory 3 filmów z różnych wcześniejszych numerów. 

## Historia
Dystrybutor filmowy został założony w 2004 roku, i mieścił się przy Ulicy Chełmskiej 21 pawilonie 22 w Warszawie w latach 2004-2007, później na Ulicy Stępińskiej 13 w Warszawie w latach 2007 do zakończenia działalności dystrybutora.

## Magazyny z filmami na DVD wydawane przez "Carisma Entertainment Group"

### Wydania zwykłe
- Kino Akcji
- Kino Akcji Premium
- Kino Familijne
- Kino Familijne Junior
- Kino Grozy
- Kino Grozy Extra
- Kino Komedii
- Kino Konesera
- Mocne Kino
- Super Kino
- M jak miłość
- Przewodniki
- Top DVD Bollywood

### Wydania specjalne
- Kino Extra - filmy z różnych Kin
- Kino Kryminalne Extra - wszystkie odciniki serialu kryminalnego
- Kino Akcji Extra - filmy sensacyjne
- Kino Grozy Extra - filmy grozy

Zobacz też: Mistrzowie horroru.